# Majstori, Cetinje
Majstori este un sat din comuna Cetinje, Muntenegru.

## Demografie
|  |

| Demografie | Demografie | Demografie |
| An         | Locuitori  | Locuitori  |
| ---------- | ---------- | ---------- |
|            |            |            |
|            |            |            |
|            |            |            |
|            |            |            |
| 1948       | -          |            |
| 1953       | -          |            |
| 1961       | -          |            |
| 1971       | 50         |            |
| 1981       | -          |            |
| 1991       | -          | -          |
| 2003       | -          | -          |